# Kleefarn
Der Kleefarn (Marsilea quadrifolia), auch Vierblättriger Kleefarn genannt, ist eine Pflanzenart aus der Gattung der Kleefarne (Marsilea) innerhalb der Familie der Kleefarngewächse (Marsileaceae).

## Beschreibung
Der Kleefarn ist eine ausdauernde krautige Pflanze und die Wuchshöhen betragen 5 bis 20 Zentimeter. An den kriechenden, dünnen, behaarten Rhizomen entspringen an jedem Knoten Wurzeln und Blätter,  wodurch die Pflanzen Rasen bilden. Die Blätter sind in einen langen Stiel sowie die Spreite gegliedert und ähneln einem vierfiedrigen Kleeblatt, bestehen jedoch aus zwei gegenständigen, dicht aneinander stehenden Blattpaaren. Die Fiederblättchen sind breit keilförmig, ganzrandig und in Knospenlage gefaltet. Die Blattadern sind fächerförmig und geschlossen.
Die Jugend-, Unterwasser-, Schwimm- und Landblätter sehen sehr ähnlich aus. Nur die Landblätter bilden bohnenförmige Sporenkapseln aus, die zu zweit bis viert am Grund des Blattstieles stehen. Sie stehen auf aufrechten, meist teilweise verwachsenen Stielen, die etwa dreimal so lang sind wie das Sporokarp. Das Sporokarp ist etwa 6 Millimeter lang und hat auf dem Rücken am Grund zwei fast gleich große stumpfe Zähne. Das Sporokarp enthält jederseits sieben bis neun horizontal übereinander gestellte Fächer mit Sori. Die Sori enthalten entweder Mikrosporangien oder Megasporangien.
Die Sporen reifen im September und Oktober.
Die Chromosomenzahl beträgt 2n = 40, seltener 32 oder 100 bis 140.

## Ökologie
Die Sporokarpien des Kleefarns werden nur an trocken gefallenen Standorten gebildet. Der Kleefarn ist gegen Wasserstandsänderungen sehr empfindlich. Steigt der Wasserspiegel, sterben die alten Blätter ab (wegen des Fehlens eines interkalaren Wachstums können sich die Blattstiele nicht strecken) und es werden neue Blätter gebildet.
Die Kleefarne sind die einzige Farngattung, bei der die Blätter Schlafbewegungen ausführen; tagsüber liegen die Fiederabschnitte der Blattspreite in einer Ebene, abends und nachts hängen sie herab.
Die Sporokarpien bleiben lange keimfähig. Gelangen sie in Wasser, so platzen sie. Prothallienbildung und Befruchtung vollziehen sich innerhalb einiger Stunden bis weniger Tage.

## Vorkommen und Gefährdung

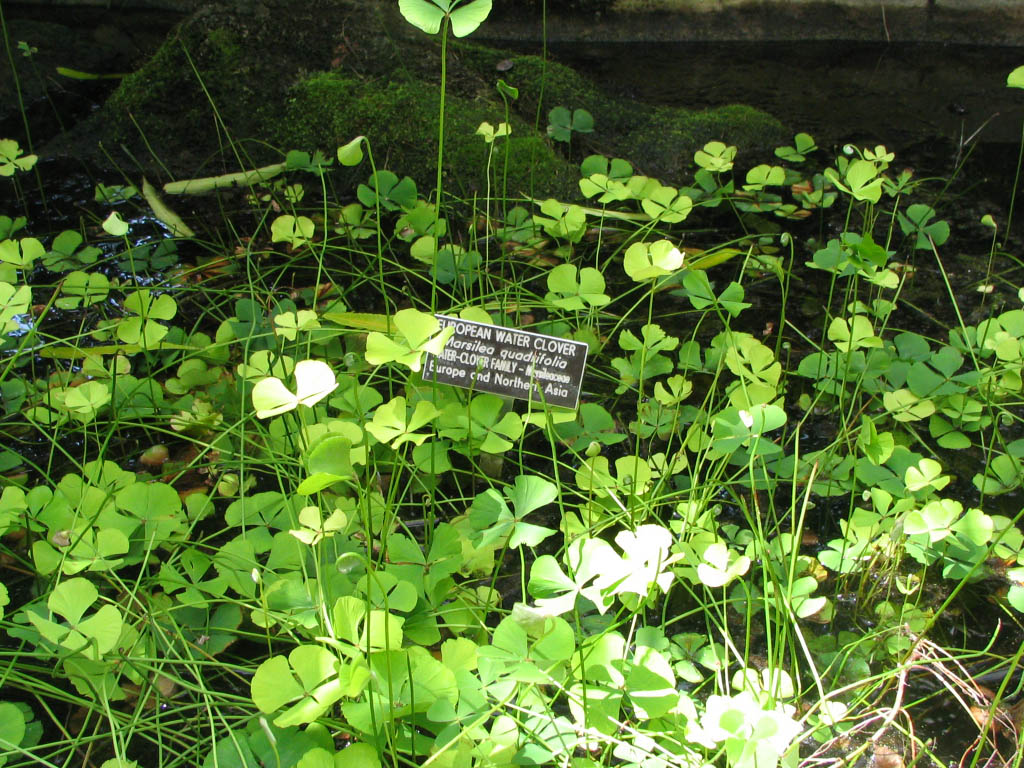
Landblätter

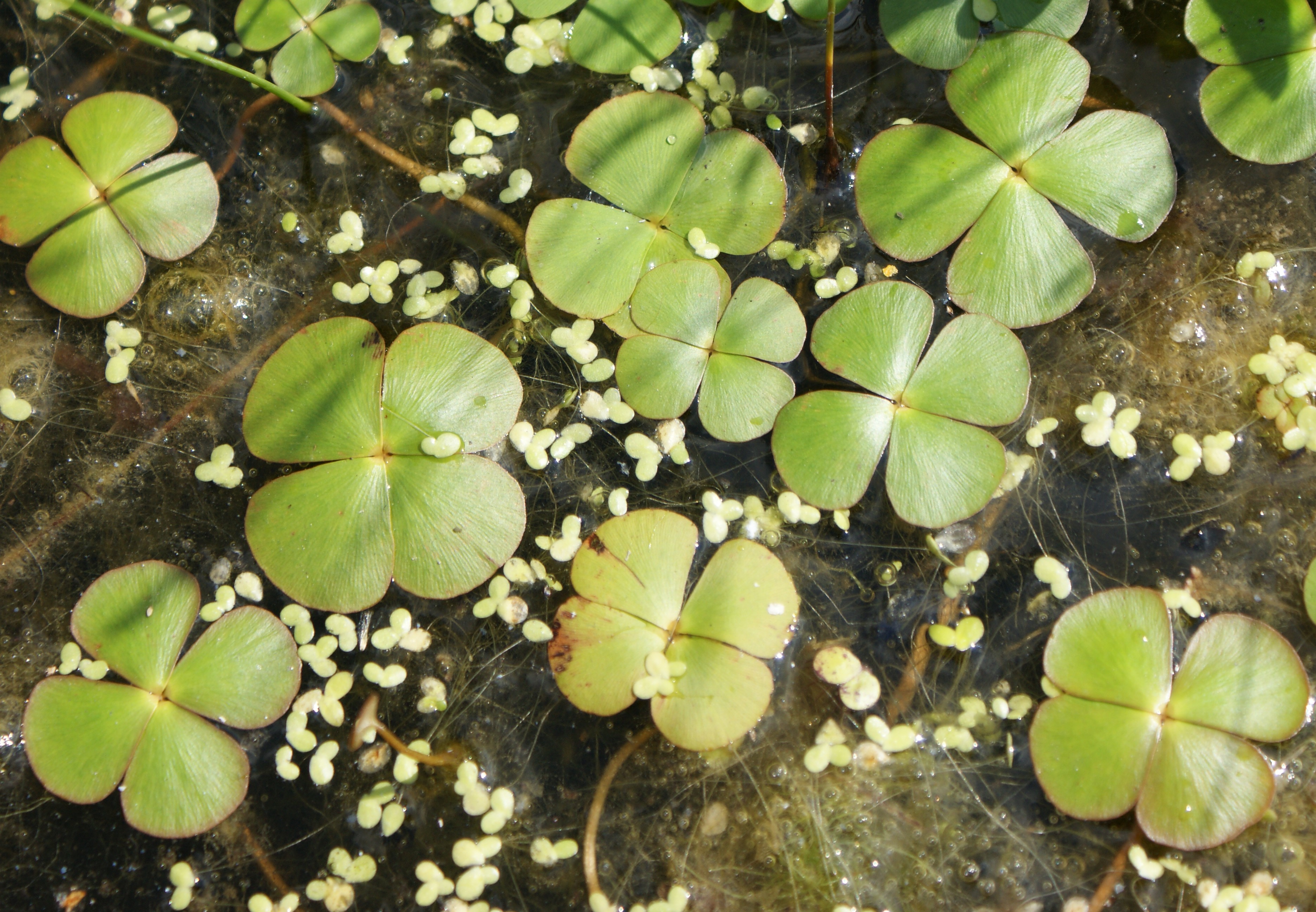
Schwimmblätter

Der Kleefarn ist ein eurasisch-submediterran-subkontinentales Florenelement. Er kommt zerstreut in weiten Teilen Eurasiens vor, von Europa über das westliche Sibirien bis Kaschmir, Nordchina und Japan. Die Nordgrenze in Europa verläuft vom Loire-Gebiet über das Elsass, das Oberrheingebiet, Tschechien und Polen. In Nordamerika ist er ein Neophyt.
In Deutschland gilt der Kleefarn als vom Aussterben bedroht. Das letzte autochthone Vorkommen wurde in den 1960er-Jahren zerstört. In Baden-Württemberg gibt es eine möglicherweise spontane Neuansiedlung. An verschiedenen Stellen wurde der Kleefarn auch angesalbt. In Österreich kommt der Kleefarn nur noch in der Steiermark vor, in den anderen Bundesländern ist die Art ausgestorben oder verschollen. In der Schweiz gilt der Kleefarn als „von Aussterben bedroht“; es sind nur mehr wenige Fundorte bekannt.
Die ökologischen Zeigerwerte nach Landolt et al. 2010 sind in der Schweiz: Feuchtezahl F = 4+w+ (nass aber stark wechselnd), Lichtzahl L = 4 (hell), Reaktionszahl R = 3 (schwach sauer bis neutral), Temperaturzahl T = 4+ (warm-kollin), Nährstoffzahl N = 3 (mäßig nährstoffarm bis mäßig nährstoffreich), Kontinentalitätszahl K = 2 (subozeanisch).
Der Kleefarn wächst in lockeren Rasen bzw. in lockeren Herden  im flachen (bis 40 Zentimeter tiefen) Wasser oder auf trockengefallenem  Schlamm, an lichteren, mäßig nährstoffreichen, basenreichen, mäßig kalkreichen bis kalkarmen, basischen bis schwach sauren Stellen auf Lehm- oder Schluffböden, an offenen Stellen in Lehmgruben oder in Schweineweiden, im Uferbereich zeitweise trocken fallender Tümpel. Im Wasser ist er vergesellschaftet mit Armleuchteralgen-Arten der Gattung Chara und mit dem Kleinen Nixenkraut (Najas minor); auf trockenem Schlamm lebt er zusammen mit der Nadel-Sumpfbinse (Eleocharis acicularis), dem Schlammling (Limosella aquatica) oder mit dem Braunen Zypergras (Cyperus fuscus). Als wärmeliebende Pflanze steigt er nicht über die colline Höhenstufe. Er kommt in Pflanzengesellschaften des Verbands Eleocharition acicularis und wohl auch in denen des Nanocyperion vor.
Auf europäischer Ebene wird der Kleefarn von der Europäischen Union in der FFH-Richtlinie, Anhang II und IV geführt und somit zu den streng geschützten Tier- und Pflanzenarten von gemeinschaftlichem Interesse gezählt, für deren Erhaltung besondere Schutzgebiete ausgewiesen werden müssen.

## Taxonomie
Die Erstveröffentlichung von Marsilea quadrifolia erfolgte 1753 durch Carl von Linné in Species Plantarum, Tomus II, S. 1099.